# Kanamemo
Kanamemo (かなめも em kanji) é um tirinha em quadrinhos japonesa escrita e ilustrada por Shoko Iwami (石見翔子 em kanji). A tirinha foi transformada mangá na revista Manga Time Kirara Max em Junho de 2007. O mangá conta a história de Kana Nakamichi e as suas experiências depois de sua avó falecer e ela se ver sozinha no mundo. Sua situação muda após ela começar a trabalhar como uma entregadora de jornais e cozinheira em uma distribuidora de jornais.
A adaptação do mangá para anime estreou no Japão no dia 5 de Julho de 2009, produzida pelos estúdios Feel.

## Sinopse
A história se centraliza na protagonista Kana Nakamichi, uma órfã de 13 anos, estudante do ensino fundamental que recentemente perdeu seu único parente próximo, sua avó. Ficando sozinha, ela acaba encontrando uma vaga de emprego como entregadora de jornais em uma distribuidora. Todas as funcionárias que vivem na distribuidora são garotas jovens bishōjo.
O mangá segue o dia a dia de Kana trabalhando na distribuidora de jornais Fuhshin Gazette e a sua relação com as outras empregadas.

## Personagens
Kana Nakamachi (中町 かな, Nakamachi Kana)
Kana é a protagonista da história, uma garota jovem de 13 anos de idade. Ele é uma órfã que vivia com a sua avó, até ela vir a falecer no início da trama, deixando Kana sozinha. Quando alguns repo-men (pessoas que recuperam bens que não foram pagos para os bancos e financeiras) vem para levar suas possessões, Kana assume que eles irão leva-la também e foge. Sua busca por um lugar para ficar acabam levando-a para o Fuhshin Gazette, onde ela passa a morar.
Kana é uma garota tímida e com falar suave, que se assusta facilmente, particularmente na presença de Haruka. Tendo perdido recentemente a sua avó, Kana frequentemente se sente só e com medo toda a vez que pensa que um dia terá de deixar de trabalhar na Fuhshin Gazette e deixar para trás todas as suas novas amigas. Apesar de ser um pouco atrapalhada e não ter habilidade em várias coisas, Kana é uma ótima cozinheira.
Saki Amano (天野 咲妃, Amano Saki)
Saki é a assistente chefe do Fuhshin Gazette, apesar de sua idade.  Ela é a única "séria" do grupo e frequentemente adverte as outras garotas quando elas não cumprem com seu dever.  No entanto, ela sempre ajuda Kana com seus problemas, intervindo quando Haruka se torna muito invasiva. Apesar de ter uma mentalidade de uma adulta, ela as vezes age como uma criança inocente com seus colegas de classe para conseguir assinaturas de seus pais para o jornal.
Yume Kitaoka (北岡 ゆめ, Kitaoka Yume)
Yume é uma garota energética que adora coisas doces.  Na maior parte do tempo, ela tem bom humor, a ponto de irritar as pessoas que estão a sua volta.  Ela é estudante de uma patisserie, e toda a vez que cozinha, coloca muito açúcar na comida.  Ela e Yuuki são um casal.  Ela é obcecada em fazer tudo com a sua namorada e fica severamente desapontada quando lhe negam a oportunidade.
Yuuki Minami (南 ゆうき, Minami Yūki)
Yuuki é uma garota alta, tímida e a namorada de Yume.  Seu estado emocional é normalmente calmo, exceto quando Yume esta fazendo alguma coisa com alguém sem ela.  Ela e Yume dividem uma romance Yuri bem expressivo, até se beijando em público ocasionalmente. Apesar de ser calma, Yuki se mostra bastante ciumenta quando Yume esta fazendo alguma coisa divertida com outra pessoa.
Haruka Nishida (西田 はるか, Nishida Haruka)
Haruka é uma mulher de cabelos azuis que usa óculos. Ela é uma avida bebedora de Saquê e fica constantemente bêbada.  Ela frequenta a faculdade, estudando bio-fermentação, e cria diferentes bebidas, sendo a maioria delas alcoólicas. Ela admite ter o Complexo de Lolita, com um fetiche por garotas abaixo dos 15 anos e frequentemente da em cima de Kana.
Hinata Azuma (東 ひなた, Azuma Hinata)
Hinata é uma garota despreocupada que gosta de apostar ou investir em vários assuntos, como corrida de cavalos e na bolsa de valores. Ela tentou entrar na faculdade inúmeras vezes, mas acabou falhando duas vezes no exame de admissão.  Ela é gentil como Kana, a ajudando ocasionalmente. Igual Saki, ela interrompe Haruka quando ela se torna muito invasiva com Kana.
Mika Kujiin (久地院 美華, Kujiin Mika)
Mika é uma entregadora de jornais de outras empresa.  Quando ela se perde em uma rota de entrega ela acaba encontrando com Kana, se tornando amiga dela. Ela aparenta ter uma queda por Kana e fica nervosa com a ideia de que Kana possa ter um namorado.

## Mangá
A história foi originalmente criada no formado de tirinha por Shoko Iwami e virou uma série de mangá na revista Manga Time Kirara Max no dia 19 de Junho de 2007. Quatro volumes do mangá foram lançados até agora:
| Número | Data de lançamento |
| ------ | ------------------ |
| 1      | Setembro de 2008   |
| 2      | Abril de 2009      |
| 3      | Outubro de 2009    |
| 4      | Novembro de 2010   |

## Anime
Uma adaptação em anime do mangá foi anunciada pelos estúdios Feel em Março de 2009. A séria foi ao ar no Japão de 5 de Julho de 2009 até o dia 27 de Setembro de 2009. O tema da abertura é "Kimi e to Tsunagu Kokoro" (君へとつなぐココロ, Connectings Heart With You) por Aki Toyosaki, Kaoru Mizuhara e Rie Kugimiya e o tema de encerramento é "Yahho! Kanamemo ver." (YAHHO!! かなめもVer.) por Yui Horie.